# كربلائي كاظم الساروقي
كربلائي كاظم الساروقي (ساروق آراك 1262ش _ قم 1339ش)، فلاح إيراني أمّي لا يعرف القرآءة والكتابة،  ادعى في لحظة أنّه حافظٌ لكل القرآن الكريم، وأيد ذلك عدد من العلماء الإيرانيين بعد اجتيازه  الاختبارات، وقالوا أنها "معجزة"، وكُتبت العديد من الكتب والمقالات حوله قصته.

## نشأته
هو محمد كاظم كريمي الساروقي، ولد في قرية ساروق من توابع مدينة آراك عام 1300 هجري، لم يتلقى أي نوع من أنواع التعليم، لكونه نشأ وترعرع في قريته التي تُعد من القرى الفقيرة والمحرومة من التعليم، عمل منذ صغره في الزراعة ورعي الغنم، كان مقيداً بالواجبات الدينية من حلال وحرام ودفع الزكاة والخمس من أمواله.

## حادثة حفظ القرآن
يدعي أنه وقعت له حادثة حفظه للقرآن سنة 1327 قمري وهو في 27 من عمره، ذات يوم وبعد انتهائه من عمله في مزرعته، وأثناء استراحته في حديقة مقبرة 72 رجلاً من العبّاد الصالحين، رأى في قيلولته أن شابان من نسل الرسول صلى الله عليه وآله لهما وجه نوراني و يلبسان لباساً عربياً يقتربان منه و يدعوانه لزيارة ضريح العباد الصالحين، وهناك يطلبان منه قراءة القرآن الكريم، فيجيبهم بأنّه لم يتعلم القرآءة والكتابة فيقترب منه أحدهما ويمسح بيده على صدره قائلاً له: أقرأ، فيبدأ محمد كاظم بالقراءة، فجأءة يستيقط فيرأى نفسه وحيداً عند قبر أولئك الصالحين ويشعر حينئذاك بإحساس عجيب ويغمى عليه، عندما يفيق من غيبوبته يبدأ فجأءة بقرآءة القرآن الكريم ويُعلم الجميع بما جرأ له في اليوم السابق وأنّه وجد نفسه حافظ للقرآن، ذهب بعدها للإمام جماعة مسجد الحي ويخبره بما وقع له، يطلب منه إمام الجماعة بقرآءة سورة الرحمن ويس ومريم، فيقرأها بدون تمهل، فيقول إمام الجماعة: أيها الناس لقد منّ الله تعالى على كربلائي كاظم بالعناية الإلهية و أصبح حافظ لكل القرآن الكريم.
سافر محمد كاظم إلى العديد من المدن داخل إيران وخارجها ليلتقي بالعديد من العلماء ليجروا له اختبارات مختلفة، وبهذا تم تأييد هذا الأمر من قبل العديد من العلماء الإيرانيين وغير الإيرانيين، أمثال:
- حسين الطباطبائي البروجردي
- أحمد الخوانساري
- صدر الدين صدر
- محمد هادي الميلاني
- عبد الحسين دستغيب
- محمد حسين الطباطبائي
- ناصر مكارم الشيرازي
- جعفر السبحاني
- محمد تقي الخونساري

## مما قيل فيه
- يذكر ناصر رفيعي، وهو من علماء إيران البارزين، أن مرشد الثورة الإسلامية علي خامنئي يقول: إنني رأيتُ بنفسي منه شخصياً معجزة حفظه للقرآن الكريم، كان شخصاً أمياً، لكنه وصل إلى هذا المقام بسبب نيته المخلصة والصادقة، كان يشخص كلمات القرآن الكريم من غيره، فهو سندٌ لعدم تحريف القرآن الكريم.[2]
- يذكر محمد تقي مصباح اليزدي نقلاً عن أستاذه الشيخ مرتضى الحائري قوله: وضعت أمام كربلائي كاظم كتاب الجواهر، قائلاً: هل ترى هنا شيئاً من القرآن الكريم؟ وضع يده على عدة أسطر، ثم أجاب: هذه من القرآن الكريم.يقول الحائري: بالفعل لقد وضع يده دقيقاً على الآيات القرآنية. ثم سألته: كيف عرفت ذلك؟ و مالفرق بين هذه الأسطر عن الأسطر الأخرى؟ أجاب: بما لها من نور، لقد عرفت أن هذه الأسطر هي آيات قرآنية من نورها.
- ينقل الشيخ الخزعلي أن شخصاً كتب له على ورقاً حرف الواو مرتين، الأولى كتبها بنية (زيد وعمرو..) والأخرى كتبها بنية قرآنية (ولا الضالين)،ثم عرض الأثنتين عليه، فأشار كربلائي كاظم إلى الواو الثانية التي كتبت بنية قرآنية قائلاً: هذه قرآنية فلها نور.[3][4]
- ماكتبه محمد هادي الميلاني عن كربلائي كاظم: (أن قدرته ومهارته في معرفة الآيات والكلمات القرآنية أمرٌ غير عادي وموهبة إلهية، فكل من يعاشره ولو قليلاً ويطلع على أوضاع وأحوال حياته في مراحلها العادية و يختبر قوة حافظته في سائر الأمور الأخرى لوجد بنحوٍ كامل وبالوجدان أن هذا النحو من التلسط في معرفته بجميع خصائص القرآن الكريم هو في الواقع كرامة فوق العادة).

## وفاته
توفي عام 1378 هجري قمري في مدينة قم جنوب طهران ودفن في مقبرة عبد الكريم الحائري في قم وله من العمر 78 عاماً.

## تكريمه
أُقيم عام 1386ش مؤتمراً في مدينة آراك تكريماً لكربلائي كاظم، والذي شارك فيه العديد من العلماء والشخصيات من العالم الإسلامي، كان من بين الحضور رئيس مجلس الشورى الإسلامي الإيراني حداد عادل ووزير الثقافة والإرشاد الإيراني، وقد اختتما المؤتمر بإصدار طابع يحمل صورته.
كما عقد كذلك عام 1390 ش، مؤتمراً تكريماً له في حرم فاطمة بنت موسى الكاظم بمدينة قم.

## الكتب التي أُلفت حوله
أُلفت العديد من الكتب التي تشرح وضعيت حياة كربلائي كاظم ومعجزة حفظه للقرآن الكريم، منها:
- امام زمان(ع) وكربلائي كاظم(قدمگاه صاحب الزمان(ع))،تأليف: أبو الفضل سبزي وحجة الله سبزي، الناشر:شبنم باران.[5]
- تجلى قرآن وعترت در حافظ قرآن شدن كربلائى كاظم ساروقى وسرداران رشيد اسلام(تجلي القرآن والعترة في حفظ كربلائي كاظم الساروقي للقرآن وقادة الإسلام الراشدين)، للمؤلف محسن كركاني، الناشر: دار الكتب الإسلامية.
- قصة حفظ كربلائي كاظم للقرآن، تأليف إسماعيل كريمي، الناشر: مؤسسة الإمام الخميني للتعليم والتحقيق.
- قصة كربلائي كاظم وحفظه للقرآن في لحظة، تأليف ونشر: مؤسسة في طريق الحق.
- كربلائي كاظم، معجزة الولاية، تأليف: جم السادات الطباطبائي.
- به خاطر تو: قصة حفظ كربلائي كاظم للقرآن الكريم في لحظة واحدة، تأليف:حسين صالح، الناشر: المصطفى.[6]
- مردى از جنس آفتاب (شرح لحال كربلائي كاظم الساروقي)، تأليف:مهسا فاضلي، ناشر:هم ميهن.[7]
- معجزة القرآن في العصر الحاضر، تأليف:حميد رضا مرادي.[8]

## انظر ايضاً
- حفظ القرآن

## وصلات خارجية
- فيلم قصة كربلائي كاظم
- مستند أكبر معجزة القرن:كربلائي كاظم